# Cryptachaea bellula
Cryptachaea bellula là một loài nhện trong họ Theridiidae.
Loài này thuộc chi Cryptachaea. Cryptachaea bellula được Eugen von Keyserling miêu tả năm 1891.